# Shefki Kuqi
Shefki Kuqi (Vushtrri in Kosovo, 10 november 1976) is een  Albanees-Finse voetbaltrainer en voormalig profvoetballer. Hij is de oudere broer van Njazi Kuqi, en sinds 15 februari 2014 trainer-coach van FC Honka als opvolger van Mika Lehkosuo.

## Interlandcarrière
Kuqi speelde sinds 1999 in totaal 62 interlands voor de Finse nationale ploeg, daarin kon hij acht keer scoren. Hij maakte zijn debuut op 18 augustus 1999 tegen België (3-4), net als doelman Pasi Laaksonen en Vesa Vasara. Hij trad in dat duel in de slotminuut aan als vervanger van Vasara, die op zijn beurt Aki Riihilahti had afgelost in de 40ste minuut.
| Interlanddoelpunten | Interlanddoelpunten | Interlanddoelpunten | Interlanddoelpunten    | Interlanddoelpunten | Interlanddoelpunten | Interlanddoelpunten |
| #                   | Datum               | Locatie             | Wedstrijd              | Goal(s)             | Uitslag             | Type                |
| ------------------- | ------------------- | ------------------- | ---------------------- | ------------------- | ------------------- | ------------------- |
| 1.                  | 23 februari 2000    | Bangkok             | Finland – Estland      | 60'                 | 4–2                 | Kings' Cup          |
| 2.                  | 16 augustus 2000    | Helsinki            | Finland – Noorwegen    | 90' (pen.)          | 3–1                 | Oefeninterland      |
| 3.                  | 1 september 2001    | Tirana              | Albanië – Finland      | 90'                 | 0–2                 | WK-kwalificatie     |
| 4.                  | 23 mei 2002         | Helsinki            | Finland – Letland      | 83'                 | 2–1                 | Oefeninterland      |
| 5.                  | 9 oktober 2004      | Tampere             | Finland – Armenië      | 8'                  | 3–1                 | WK-kwalificatie     |
| 6.                  | 9 oktober 2004      | Tampere             | Finland – Armenië      | 87'                 | 3–1                 | WK-kwalificatie     |
| 7.                  | 17 november 2007    | Helsinki            | Finland – Azerbeidzjan | 86'                 | 2–1                 | EK-kwalificatie     |
| 8.                  | 28 maart 2009       | Cardiff             | Wales – Finland        | 90+1'               | 0–2                 | WK-kwalificatie     |

## Erelijst
Jokerit
- Topscorer Veikkausliiga

2000 (19 goals)